# La orquesta de la Ópera
La orquesta de la Ópera (en francés: L'orchestre de l'Opéra), es un cuadro del pintor francés Edgar Degas. Está realizado al óleo sobre lienzo. Mide 56,5 cm de alto y 46 cm de ancho. Fue pintado hacia 1868-1869. Actualmente, se encuentra en el Museo de Orsay, de París, Francia. También es conocido con el título de Los músicos de la orquesta.
Se trata de uno de los cuadros realizados en los años 1860-1870 por Edgar Degas representando el mundano ambiente de la ópera, como ya hizo en el Retrato de Mlle. Eugénie Fiocre en el ballet «La Source» (h. 1867) o haría más tarde con El centro de danza en la Ópera (1872). En este caso, se centra en los músicos, ejecutando un retrato de su amigo D. Dihau, que tocaba el fagot en la orquesta de la ópera. Alrededor de él, el resto de los músicos dentro del foso, vestidos de negro y sumidos en la sombra. Por delante, el límite del foso está marcado por una rampa. En último plano se ve la parte inferior de las figuras de las bailarinas, con sus vaporosos tutús, iluminados por una luz fría.
Destaca en esta obra la composición y encuadre, casi fotográficos. Recuerdan a la obra de Daumier y las estampas japonesas.